# Loco loco (Alessio)
Loco loco is een lied van de Nederlandse zanger en rapper Alessio en de Nederlandse hiphopartiest Sluwe Ollie. Het werd in 2023 als single uitgebracht.

## Achtergrond
Loco loco is geschreven door Alessio De Martino, Oliver Dane en Thomas Blond en geproduceerd door Avenue. Het is een nummer dat past in de genres nederhop en pop rap. In het lied rappen en zingen de artiesten over een  meisje dat kan worden gezien als een Gold digger. Het is de eerste keer dat de twee artiesten samen met elkaar een hit hebben en voor Sluwe Ollie überhaupt de eerste keer dat hij een nummer heeft dat in Nederland een bescheiden hit is. 

## Hitnoteringen
De artiesten hadden succes met het lied in de hitlijsten van Nederland. Het piekte op de twaalfde plaats van de Nederlandse Single Top 100 en stond elf weken in deze hitlijst. De Nederlandse Top 40 werd niet bereikt; het kwam hier tot de eerste plaats van de Tipparade.